# Fujitsu FM-7
De Fujitsu FM-7 is een homecomputer die werd ontwikkeld door Fujitsu van 1982 tot 1984.

## Beschrijving
De FM-7 was de opvolger van de FM-8 die voor een lagere prijs op de markt kwam. Het bood zelfs mogelijkheden die ontbraken op de FM-8, zoals een driestemmige klanksynthesizer. De FM-7 moest begin jaren 80 concurreren met andere homecomputers als de NEC PC-8801 en de Sharp X1. Vanaf 1984 kwamen er modellen uit die meer werkgeheugen of opslagmogelijkheden hebben.
De FM-7 bevat twee Motorola 68B09-processors, een hoofdprocessor en grafische chip, die draaien op een kloksnelheid van 2 MHz. Doordat het grafische gedeelte een eigen processor heeft, verhoogde dit de snelheid significant.
Voor het besturingssysteem koos Fujitsu voor Motorola's OS-9 dat specifiek was geschreven voor de 6809-serie processors. Het voordeel van OS-9 is dat alle processen draaien binnen een adresruimte van 64 kB. Latere versies maken gebruik van memory mapping, waarmee tot 2 MB RAM wordt ondersteund.
De FM-7 heeft drie uitbreidingssleuven voor extra hardwarekaarten, waarmee een Z80-processor of RS-232-interface kan worden toegevoegd. Hierdoor werd het mogelijk om het besturingssysteem CP/M te draaien.

## Modellen
- FM7 (1982)
- FM New7 (1984)
- FM77 (1984)
- FM77L2, FM77L4, FM77AV (1985)
- FM77AV20, FM77AV40 (1986)
- FM77AV20EX, FM77AV40EX, FM77AV40SX (1987)

## Technische specificaties
- Hoofdprocessor: Motorola 68B09 (2x), 8-bit, 2 MHz
- Werkgeheugen: 64 kB (gedeeld tussen beide processors)
- ROM: 48 kB
- Video RAM: 48 kB
- Geluidschip: AY-3-8910, 3 kanalen
- Beeldresolutie: 320×200 (262.144 kleuren), 640×200 pixels (8 kleuren)
- Opslag: cassetteband, 5,25-inch floppy (170 kB)
- I/O-poorten: RGB, joystick, sleuven
- Uitbreidingssleuven: 3 (voor Kanji ROM-kaart, Z80-kaart, RS232c-kaart)
- Besturingssysteem: OS-9, FLEX
- BASIC: Fujitsu F-BASIC versie 3.0